# ميشيل لو
ميشيل لو (بالإنجليزية: Michelle Law)‏ هي كاتِبة أسترالية، ولدت في 1990.